# 15092 Beegees
15092 Beegees este o planetă minoră (asteroid), cu un diametru de 12,012 km, din centura de asteroizi. A fost descoperită pe 15 martie 1999 la Observatorul Reedy Creek de John Broughton⁠(d) și a fost numită după Bee Gees. 
Obiectul prezintă o orbită caracterizată de o semiaxă mare de 3,0091651 UAi, o excentricitate de 0,03, o înclinație de 9,69714 ° în raport cu ecliptica.